# КіберДжолі Дрім
КіберДжолі Дрім (пол. CyberJoly Drim) — науково-фантастичне оповідання Антоніни Лідтке 1999 року, нагороджене премією Януша Зайделя.
Вперше оповідання було надруковано в щомісячнику „Фенікс“, #1/1999 (80).
У 2000 році на поліконі в Гдині, Антоніна Лідтке отримала за оповідання "CyberJoly Drim" премію Януша Зайделя в категорії найкращої історії. Оповідання також отримало нагороду "Срібний глобус" та нагороджена Асоціацією польських фантастичних письменників.. Також було опубліковано на сайті автора.